# 头孢地尼
头孢地尼 （Cefdinir）是第三代头孢菌素抗生素.化学名称：[6R-[6α，7β(Z)]]-7-[[(2-氨基-4-噻唑基)-(肟基)乙酰基]氨基]-3-乙烯基-8-氧-5-硫杂-1-氮杂二环[4.2.0]辛-2-烯-2-羧基。
截至2008年，头孢地尼在美国是销量最高的头孢类抗生素，其仿制药销售额超过5.85亿美元。
它是由藤泽制药有限公司（Fujisawa Pharmaceutical Co., Ltd.）所发现的  (now Astellas) 并在1991年推出以商标名为Cefzon的产品。华纳 - 兰伯特公司授权藤泽制药有限公司在美国销售该头孢菌素。  雅培于1998年12月与华纳 - 兰伯特公司的协商取得头孢地尼的美国销售权。 其在1997年12月4日通过美国FDA认证。

## 作用机制

### 药理毒理
抗菌作用对革兰阳性菌和革兰阴性菌有广泛的抗菌谱，特别是对革兰阳性菌中的葡萄球菌属、链球菌属等，比以往的口服头孢菌素有更强的抗菌活性，其作用方式是杀菌性的。对各种细菌产生的β-内酰胺酶稳定，对β-内酰胺酶的产生菌也具有优异的抗菌活性。作用机制为阻止细菌细胞壁的合成。对青霉素结合蛋白(PBP)1(1a,1bs)、2、3的亲和力强，但对于不同细菌的活性部位有所差异。在大鼠和犬等动物中的对头孢地尼进行的急性和慢性毒性研究表明，头孢地尼可被很好耐受。未发现头孢地尼有致畸性和致突变性。

### 药代动力学
血糖浓度6名健康成人一次空腹口服50、100、200mg（效价）头孢地尼时，约经4小时后可达到血药峰浓度，分别为0.64、1.11和1.74μg/mL，其血浆半衰期为1.6-1.8小时。男性健康成人单次口服头孢地尼后的血浆药物浓度曲线6名健康成人一次空腹和进食后口服100mg（效价）头孢地尼，约经4小时后，可达到血药峰浓度，分别为1.25、0.79μg/mL。进食后给药，其吸收稍有降低。肾功能受损患者一次口服100mg（效价）头孢地尼，血浆半衰期延长与肾功能受损程度成正比。肌酐清除率（mL/min）。

## 适应症
对头孢地尼敏感的葡萄球菌属、链球菌属、肺炎球菌、消化链球菌、丙酸杆菌、淋病柰瑟氏菌、卡他莫拉菌、大肠埃希菌、克雷伯菌属、奇异变形杆菌、普鲁威登是菌属、流感嗜血杆菌等菌株所引起的下列感染：
1. 咽喉炎、扁桃体炎、急性支气管炎、肺炎；
2. 中耳炎、鼻窦炎；
3. 肾孟肾炎、膀胱炎、淋菌性尿道炎；
4. 附件炎、宫内感染、前庭大腺炎；
5. 乳腺炎、肛门周围肿胀、外伤或手术伤口的继发感染；
6. 毛囊炎、疖、疖肿、痈、传染性脓包病、丹毒、蜂窝组织炎、淋巴管炎、甲沟炎、皮下脓肿、粉瘤感染、慢性脓皮症；
7. 眼睑炎、麦粒肿、睑板腺炎

## 敏感细菌
头孢地尼是一种杀菌抗生素。它可用于治疗由多个的革兰氏阴性和革兰氏阳性菌感染。

## 细菌易感性和抗性谱
头孢地尼是一种广谱抗生素，并已被用于治疗呼吸道包括肺炎，鼻窦炎，支气管炎。以下几个具有代表性细菌的敏感性数据。
流感嗜血杆菌：0.05 - 4μg/ml
肺炎链球菌：0.006 - 64μg/ml
酿脓链球菌：≤0.004 - 2μg/ml

## 注意事项
根据惯例，应在确定微生物对希福尼（头孢地尼分散片）的敏感性后，希福尼（头孢地尼分散片）的疗程应限于治疗患者所需的最短周期，以防止耐药菌的产生。
1.建议避免与铁制剂合用。如果合用不能避免，应在服用希福尼（头孢地尼分散片）3小时以后再使用铁制剂。
2.因有出现休克等过敏反应的可能，应详细询问过敏史。
3.下列患者应慎重使用:
(1)对青霉素类抗生素有过敏史者；
(2)本人或亲属中有易发生支气管哮喘、皮疹、荨麻疹等过敏症状体质者；
(3)严重的肾功能障碍者：由于希福尼（头孢地尼分散片）在严重肾功能障碍者血清中存在时间较长，应根据肾功能障碍的严重程度酌减剂量以及延长给药间隔时间。对于进行血液透析的患者，建议剂量一日1次，一次100mg； 4)患有严重基础疾病、不能很好进食或非经口摄取营养者、高龄者、恶液质等患者（因可出现维生素K缺乏，要进行严密临床观察）。
4.对临床检验值的影响:
(1)除试纸法尿糖实验之外，再用Benedict试剂、Fehling试剂和Clinitest试验法进行尿糖检查时，可出现假阳性，要注意。
(2)可出现直接血清抗球蛋白试验阳性，要注意。
5.其他注意事项:
(1)于添加铁的产品（如奶粉或肠营养剂）合用时，可能出现红色粪便。
(2)可能出现红色尿。

### 副作用
副作用包括腹泻、腹痛、阴道感染、炎症、恶心、头痛。"

### 药物过量
超剂量使用头孢地尼没有进行研究。在急性、毒性、侵蚀性溃疡的研究中，单一口服5600mg/kg剂量并未产生副作用。而其他β-内酰胺类抗生素，超剂量用药时可表现为以下副作用：恶心、呕吐、腹泻和惊厥。血清透析可以清除人体内的头孢地尼。对超剂量用药引起毒性反应的患者，血液透析是有用的，尤其是肾功能不全患者。

### 不良反应
在使用该品治疗的13，715名患者中，有354例（2.58%）不良反应（包括实验室数据异常）的报告。主要不良反应为消化道症状（110例，0.80%），如腹泻或腹痛；皮肤症状（31例，0.23%），如皮疹或瘙痒。主要的实验室数据异常包括谷丙转氨酶(126例，0.92%）和谷草转氨酶（89例，0.65%）升高；嗜酸性粒细胞增多（41例，0.30%）。

### 使用方法
头孢地尼是口服给药。它可以是胶囊或悬浮液。用法用量可依据年龄，症状进行适量增减。